# Tortilia pallidella
Tortilia pallidella ist ein Schmetterling aus der Familie der Stathmopodidae.

## Merkmale
Die Falter erreichen eine Flügelspannweite von 6,3 bis 8,9 Millimeter. Der Kopf ist gelblich grau und glänzt. Die Patagia (paarige Struktur auf dem Pronotum, die die Basis der Vorderflügel bedeckt) sind dunkelgelb und an den Seiten grau. Die Fühler sind ockerfarben und im ersten Fünftel weiß. Das Basalglied (Scapus) ist graubraun. Der Thorax glänzt fahl gelblich grau und hat hinten an den Seiten gelblich orange Schuppenhaare. Die Tegulae glänzen fahl gelblich grau und haben vorn einen fahl gelben Fleck. Die Vorderflügel glänzen fahl gelblich grau und schimmern lila. Ein kleiner dunkelgrauer Kostalfleck befindet sich an der Flügelbasis, an den ein gelblich oranger Fleck grenzt. Eine schmale subcostale Binde befindet sich bei etwa einem Drittel des Vorderflügels. Eine nach innen gebogene, dorsal dickere gelblich orange Binde befindet sich im ersten Viertel des Vorderflügels. Die Fransenschuppen sind gelblich weiß und können am Apex manchmal dunkler sein. Die Hinterflügel glänzen weiß und sind gelblich getönt. Das Abdomen glänzt grau, die Segmente sind an der Basis bräunlich. Das Analbüschel glänzt weiß. Die Beine sind gelblich grau, die Hinterbeine sind distal dunkel gefleckt.
Bei den Männchen ist das Tegumen mit Uncus und Gnathos deutlich kürzer als die Valven. Die Valven und der Cucullus sind distal abgerundet und leicht nach oben gebogen. Die Costa ist kurz und kaum vom Cucullus abgesetzt. Der Sacculus ist kurz und verjüngt sich. Der Aedeagus ist gerade und distal zugespitzt, am Ende befindet sich ein hakenförmiger Fortsatz. Bei den Weibchen ist das Antrum breit und dicht mit feinen Stacheln ausgekleidet. Auf dem Corpus bursae befindet sich ein kompliziert gebautes Signum, das kurzer als die halbe Corpusbreite ist. Die Bulla hat vier Stachelflecke unterschiedlicher Größe, zwei sind gestreckt und zwei weitere sind kurz.

### Ähnliche Arten
T. pallidella kann von anderen Arten der Gattung Tortilia  anhand der fahl gelblich grauen, lila schimmernden Vorderflügeln unterschieden werden.

## Verbreitung
Tortilia pallidella ist im Nahen und Mittleren Osten, in Israel, im Süden des Iran und im Westen Pakistans beheimatet.

## Biologie
Die Biologie der Art ist bisher unbekannt. Im Iran wurde die Art in der ersten Aprilhälfte häufig unter alten Akazienbäumen (Acacia) gefunden. Bei Karatschi (Pakistan) wurden Falter von Ende Februar bis Anfang März gefangen. In Israel wurde ein Falter Mitte August beobachtet.

## Systematik
Die Typuslokalität liegt 8 Kilometer östlich von Bandar Abbas im Süden des Iran. Der Holotypus ist ein Weibchen, das am 11. April 1972 gefangen wurde.